# 3-Brombrenzcatechin
3-Brombrenzcatechin ist eine chemische Verbindung, die zur Stoffgruppe der Phenole gehört. Es ist neben dem 4-Brombrenzcatechin eines der beiden stellungsisomeren Monobromderivate des Brenzcatechins (1,2-Hydroxybenzol). Es kristallisiert in Nadeln.

## Darstellung
3-Brombrenzcatechin kann aus 2,3-Dimethoxybrombenzol, das aus Veratrol zugänglich ist, durch Umsetzen mit Aluminiumchlorid in Chlorbenzol gewonnen werden.
Ferner ist die Synthese aus 2-Bromphenol möglich.

## Analytischer Nachweis
Zum qualitativ-analytischen Nachweis entsteht bei der Bromierung mit Kaliumbromid und Brom das Tetrabromderivat, das einen Schmelzpunkt von 192 °C hat.
Einfache Methylierung mit Dimethylsulfat führt zum 2-Brom-6-Methoxyphenol (6-Bromguajacol, CAS-Nummer: 28165-49-3), dessen Schmelzpunkt bei 63 °C liegt.
Vollständige Methylierung führt zum 1-Brom-2.3-Dimethoxybenzol (3-Bromveratrol, CAS-Nummer: 5424-43-1), das bei 5 mm Hg einen Siedepunkt von 114 °C hat.

## Externe Links zu erwähnten Verbindungen
1. ↑  Externe Identifikatoren von bzw. Datenbank-Links zu 2,3-Dimethoxybrombenzol:  CAS-Nr.: 576-23-8, EG-Nr.: 209-398-2, ECHA-InfoCard: 100.008.545, PubChem: 68472, Wikidata: Q72469553.
2. ↑  Externe Identifikatoren von bzw. Datenbank-Links zu 6-Bromguajacol:  CAS-Nr.: 28165-49-3, PubChem: 11019958, Wikidata: Q82272557.
3. ↑  Externe Identifikatoren von bzw. Datenbank-Links zu 3-Bromveratrol:  CAS-Nr.: 5424-43-1, PubChem: 224013, Wikidata: Q72454768.